# Howard Gutman

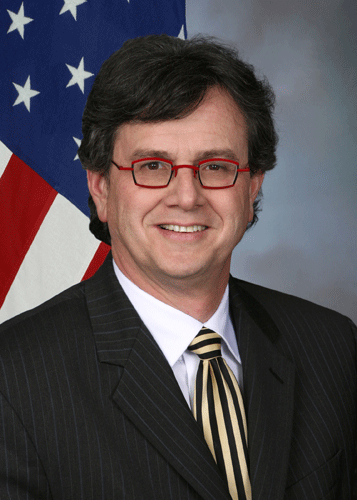
Howard Gutman

Howard W. Gutman (New York, 8 juli 1956) is een Amerikaanse advocaat en acteur en was van 2009 tot 2013 ambassadeur in België, tijdens het presidentschap van Barack Obama. Hij is pas een Amerikaan van de tweede generatie, want het was zijn vader Max Gutman (Gitman Mogilnicki) die rond 1950 emigreerde vanuit de Poolse stad Biała Rawska naar de States.

## Democraat
Gutman was reeds lang actief bij de Democraten als adviseur en bij het werven van fondsen voor kandidaten voor het presidentschap, voor gouverneurs en congresleden. Zo was hij in 2000 actief in de campagne van Al Gore.
Hij werd in België aangesteld als ambassadeur in augustus 2009 als vertrouweling van president Barack Obama. Advocaat Gutman werkte sedert 2007 in het team van de latere president. Als acteur speelde hij in 2009 in de film Fame, de remake van de film uit 1980.

## Alle gemeenten
- Tijdens een programma op de VRT gaf hij te kennen het Nederlands en het Frans te willen beheersen. Verder had hij de intentie om alle 589 gemeenten in België te bezoeken. Zijn doelstelling was niet alleen leidinggevende personen te ontmoeten, maar ook de gewone burgers en werknemers in de bedrijven. Op 5 mei 2013 - op bezoek in Voeren - verklaarde Gutman dat hij alle pilootgemeenten had bezocht. Toch beweert men in Lanaken dat hij hen heeft vergeten, officieel dan toch.[1]
- Tijdens het programma Vlaanderen Vakantieland van 4 december 2010 gaf hij een interview weg aan Cath Luyten. In zijn bureel liet hij een kaart van België zien, eigenlijk een prikbord dat reeds voorzien was van een groot aantal punaises, van gemeenten waar hij reeds was geweest.
- Begin februari 2010 ontketende Gutman een rel toen hij de coalitiepartners in de federale regering had opgeroepen Laurette Onkelinx te overtuigen het beleid van Obama meer te steunen. Dit bleek op diplomatiek vlak een stap te ver; premier Yves Leterme liet weten de ambassadeur op het matje te roepen.[2][3]
- Op 4 april 2010 stond hij op de Grote Markt van Brugge naast burgemeester Patrick Moenaert bij het startschot van de Ronde van Vlaanderen.
- Op 5 april 2010 was Howard W. Gutman aanwezig op de herdenking van het Bombardement op Mortsel van 5 april 1943. Gutman erkende het leed dat door de Verenigde Staten destijds was aangericht. Het was ook de eerste maal dat een Amerikaanse ambassadeur aanwezig was, daarbij gaf hij zijn toespraak in het Nederlands.
- Op de tentoonstelling Amerika, dit is ook onze geschiedenis - in oktober 2010 - deed hij een rondgang in aanwezigheid van pers en camera's, voorzien van de nodige commentaar.
- Op 1 november 2011 nam hij voor de Verenigde Staten deel aan de bloemenhulde naar aanleiding van de herdenkingsplechtigheid ter ere van de gesneuvelde Belgische en Geallieerde Militairen aan het oorlogsmonument op de Westerbegraafplaats in Gent.
- Op 17 april 2013 bezocht Gutman het Vlaams Parlement. Dit gebeurde op initiatief van een parlementslid, Ivan Sabbe van LDD. Gutman werd deze keer niet protocollair ontvangen door de parlementsvoorzitter, Jan Peumans van N-VA. Het bezoek vond plaats op een woensdagmiddag, wanneer de plenaire vergadering gehouden wordt. Peumans ontvangt op dat moment in de week nooit ambassadeurs. Gutman was eerder, op 3 december 2011, wel protocollair ontvangen door Peumans ter gelegenheid van het veertigjarig bestaan van het Vlaams Parlement.[4]

Door zijn veelvuldig optredens is hij de eerste Amerikaanse ambassadeur met naamsbekendheid in België, ook bij de brede laag van de bevolking. Zijn voorgangers waren nauwelijks bekend bij de bevolking. In 2013 werd hij opgevolgd door Denise Bauer.